# حجلا
قرى حجلا جنوب السعودية هي إحدى قرى قبيلة عسير وتضم ثلاث قرى هي: السوق وآل بلفلاح والعطف

## تاريخ حجلا
وقعت فيها معركة من معارك توحيد المملكة العربية السعودية في منطقة عسير ببلاد بني مالك عسير إحدى قبائل قبيلة عسير سنة 1931 بين جيش الملك عبد العزيز و جيش حسن بن عائض أمير عسير .
وجّه أهل عسير قسماً من قواتهم رابطت في الجهة الغربية خوفاً من أي حادث يقع فيجعلهم في حيرة من أمرهم وقد خبروا هذا من تاريخهم، وتعلموا درساً من ماضيهم، ووجهوا القسم الثاني من القوة إلى الجيش المهاجم وكان قائدهم الأمير محمد بن عبد الرحمن آل عائض العسيري  وكان عليهم أن يرابطوا في حصونهم المنيعة ويتحصنوا في قلاعهم الحصينة التي طالما حمتهم وقت الشدة ومنعتهم من خصومهم زمن المصائب والنكبات إلا أنه على ما يظهر صعب عليهم رميهم بالجبن ولم يهزموا بعد أمام آل سعود.
خرج الأمير محمد بقوته من أبها واتجه نحو الشرق لملاقاة  ابن مساعد والتقى الطرفان عند حجلا  ودخل الجيش السعودي بمعظمه من بعض الشرق عن طريق بلاد بني مالك فوصلوا إلى أبها ولم تصدهم قذائف مدفعية قلعة ذره بقيادة  عائض بن عبد الرحمن العسيري  ولا يزال  محمد بن عبد الرحمن آل عائض العسيري في حجلا.
وصل الخبر إليه أن أبها قد اجتيحت، فدبت الفوضى والذعر وهام الناس على وجوههم، وتبعهم من بقي من الجيش السعودي في حجلا  فأصيب وقُتل من قُتل ونجا من نجا وكان محمد قد جرح وفرَّ الأمير  عبد الله بن عبد الرحمن  وسار إلى القوات المرابطة في الغرب، حيث أسعف، أما الأمير عبد العزيز بن مساعد فقد تقدم نحو أبها ودخلها دون مقاومة، وكان الأمير حسن بن علي آل عائض العسيري في بلدة السقا واستمر القتال بينه وبين الجيش السعودي ما يقارب من العشرين يوماً، ورغم ما حدث من استسلام بعض الجند والقبائل إلا أن الأمير ظل مع 800 من رجاله معتصماً في حصنه.
بدأت المراسلات السلمية بين الأميرين ابن عائض  وإبن مساعد انتهت بنزول الأول إلى أبها واستسلامه وعندها أعلن  ابن مساعد  العفو العام واستقبل وفود القبائل، وأرسل وفداً إلى محمد بن علي الإدريسي لتحديد الحدود بينه وبين عسير، عاد ابن مساعد إلى الرياض ومعه الأمير حسن وابن عمه محمد وبقيت أبها تحت إشراف عبد الله بن أحمد بن مفرح  جرى اتفاق في الرياض بين الملك عبد العزيز  وآل عائض على أن تكون عسير مرتبطة إسمياً بنجد، على أن تكون المساعدة والتجنيد وقت الضرورة وحين يطلبها ابن سعود، ولم يكن الملك عبد العزيز يطمع آنذاك في ضم عسير لوجود ابن رشيد في حائل  والشريف حسين في مكة يناوئانه، ولهذا كانت معاملته إلى آل عائض معاملة طيبة.
عاد الأمير حسن بن علي آل عائض إلى أبها ومعه ابن عمه الأمير  محمد بن عبد الرحمن بن عائض على ما اتفقوا عليه مع الملك عبد العزيز آل سعود، كانت السلطة في أبها بيد آل عائض، والسعوديون الموجودون في أبها ومنهم الأمير شويش يقدمون الاحترام للأمير حسن، وبقي الأمر كذلك ما يقرب من ثمانية أشهر حتى شعبان عام 1339 هـ حيث نقل الأمير شويش وجاء الأمير  عبد الله بن سويلم  من الرياض ولم يطل الوضع إذ اختلف ابن سويلم مع الشيخ  محمد بن عبد اللطيف آل الشيخ  لسياسة القسوة التي اتبعها ابن سويلم مما جعل الشيخ يغادر أبها فعزل  ابن سويلم  واستبدل بالأمير فهد بن عبد الكريم العقيلي ولقد عادى الأمير فهد ابن عائض مما جعله يهاجم ابها و يسيطر على عسير، وكانت بدايةلمعركة حرملة التي دخلت عسير فيها تحت حكم  ابن سعود.

## المنشأت
تضم قرى حجلا عدداً من المنشآت منها:
- سد حجلا
- إمارة منطقة عسير
- مطار أبها الإقليمي
- بلدية
- مركز دفاع مدني

## الطرق
من أهم طرق حجلا طريق أبها الخميس وهو يقسم قرى حجلا إلى نصفين .

## التجارة
تضم حجلا عدداً من من وكالات السيارات وبنك وعدد من الصرافات الآلية وعدد من شركات نقل السيارات.

## التعليم
يوجد للبنين مدرسة ثانوية ومدرستين متوسطة ومدرستين ابتدائية،
وأما البنات فيوجد مدرسة ثانوية ومدرستين متوسطة ومدرستين ابتدائية .